# Хлорокок
Хлорокок (лат. Chlorococcum) — рід одноклітинних зелених водоростей класу протококові (Protococcophyceae), порядку хлорококальні (Chlorococcales).
Клітини мають округлу, кулеподібну форму, за своєю структурою нагадують Chlamydomonas, але джгутики відсутні, а також немає пульсуючої вакуолі. Водорості зустрічаються одноклітинні, однак іноді утворюють колонії. Складаються з тонкої оболонки із зеленим вмістом, часом додатково містять помаранчевий або червоний пігмент.
Їх можна зустріти у вигляді зеленого нальоту на корі дерев і на дерев'яних конструкціях. А також часто зустрічаються у лісових ґрунтах, в прісних водоймах та ефемерних водоймах.
Розмноження відбувається статевим (ізогамія) та нестатевим (зооспорами) способом.
При нестатевому розмноженні вміст клітини повторним поділом розпадається на кілька овальних зооспор, кожна з котрих має по 2 війки. Статевий процес у більшості видів роду ізогамний, життєвий цикл гаплофазний із зиготичною редукцією (у одного з видів — Chlorococcum diplobionticum — диплофазний з гаметичною редукцією).